# António Vítor
António Vítor (nascido em 1975) é um enxadrista português, detendo o título de Mestre FIDE. Em setembro de 2021, com  2359 pontos, ocupava a nona posição em Portugal, segundo o ranking da FIDE.